# Преображенская улица (Нежин)
Преображенская улица (укр. Преображенська вулиця) — улица города Нежина, исторически сложившаяся местность (район) Новый город. Пролегает от Речного переулка до улицы Станислава Прощенко. 
Примыкают улицы Полковника Обидовского, Тернавиотов, Леси Коцюбы.

## История
В 1921 году Преображенская улица переименована на улица Розы Люксембург — в честь польско-немецкого теоретика марксизма Розы Люксембург. 
Во время немецко-фашистской оккупации (1941—1943 годы) в доме № 6 в квартире Я. П. Батюка находился штаб Нежинской подпольной организации; установлена мемориальная доска. На углу улиц Преображенской и Станислава Прощенко расположен 2-этажный дом синагоги Шнеерсона — памятник архитектуры местного значения и истории вновь выявленный. 
Улице было возвращено историческое название — в честь Преображенской церкви, к которой улица выходит.

## Застройка
Улица пролегает в восточном направлении. Парная и непарная стороны улицы заняты усадебной застройкой.
Учреждения: нет
Памятники истории:
1. дом № 4 — Дом, где жил М. Н. Бережков — истории вновь выявленный
2. дом № 5 — Дом, где жил Н. Н. Петровский — истории вновь выявленный
3. дом № 6 — Дом, где жил Я. П. Батюк и находился штаб Нежинской подпольной организации — истории местного значения